# Scienza della sicurezza
La scienza della sicurezza è la disciplina che studia il rischio con l'obiettivo di ridurlo fino ad annullarlo o controllarne le conseguenze (dirette ed indirette).

## Applicazioni
La scienza della sicurezza può essere applicata a diversi contesti, tra cui:
- sicurezza sportiva: analizza l'aspetto agonistico;
- sicurezza sanitaria: analizza il mondo della medicina e della profilassi;
- sicurezza alimentare: analizza il mondo dei cibi e delle diete dalla produzione al consumo;
- sicurezza stradale: analizza il mondo delle strade, dei veicoli e della circolazione stradale;
- sicurezza informatica: analizza l'uso delle reti telematiche (internet) rispetto all'uso che ne fa l'uomo;
- ingegneria della sicurezza: si occupa di produrre sotto ogni possibile applicazione i ritrovati scientifici e tecnologici per rendere più sicura la vita quotidiana;
- sicurezza nucleare: si prefigge di eliminare i rischi associati all'uso dell'energia nucleare;
- sicurezza bancaria e finanziaria: analizzano il mondo degli investimenti e dalla Borsa.

Alcune branche della scienza della sicurezza, come l'ingegneria della sicurezza e la gestione del rischio, sono multidisciplinari e applicabili in più ambiti, anche molto diversi tra loro, sebbene spesso tale carattere di multidisciplinarità non è noto agli esperti del settore in cui la scienza della sicurezza è applicata. Ad esempio, un esperto in igiene alimentare e un economista potrebbero applicare gli stessi metodi di gestione del rischio, come quelli descritti dalla norma internazionale ISO 31000 (che, avendo carattere generale, prescinde appunto dal tipo di rischio o attività specifica), applicandoli rispettivamente al campo alimentare e al campo informatico.

## Significato di sicurezza
A livello internazionale ci sono tre termini per definire i concetti di sicurezza: safety, security ed emergency.
- Safety: condizione di essere lontano da pericoli causati in maniera casuale da forze naturali o errori umani. La sorgente del pericolo è in tal caso costituita da forze naturali e/o errori umani.[2] I pericoli possono essere non solo danni fisici, ma anche da quelli morali, spirituali e danni indiretti (cioè conseguenza di una situazione che in sé potrebbe anche non sembrare pericolosa).
- Security: condizione di essere lontano da pericoli causati dall'intenzione deliberata di una o più persone di causare danni. La sorgente del pericolo in tal caso è messa in essere deliberatamente dalle persone colpevoli del danno.[2]
- Emergency: combinazione imprevista di circostanze o stato risultante che richiede un'azione immediata.[3]

In italiano, i termini safety e security sono resi dallo stesso termine "sicurezza", mentre emergency corrisponde all'italiano "emergenza".

## Concetti chiave
- Sicurezza: conoscenza che l'evoluzione di un sistema in un dato senso non manifesti stati indesiderati.
- Rischio: probabilità che si verifichi un dato evento caratterizzato da una determinata gravità del danno sulle persone, sulle cose e/o sull'ambiente.
- Pericolo: proprietà intrinseca di una sostanza, di una attrezzatura di lavoro o in generale di un evento, avente potenziale di creare danno.
- Analisi: studio della statistica, dell'ambiente in questione, delle persone che operano e dell'attività che si svolge, al fine di produrre una valutazione del rischio.
- Prevenzione: messa in opera ed in esercizio di tutte le misure derivate dall'analisi, per prevenire che accadano eventi pericolosi (e quindi dannosi).[4]
- Protezione: messa in opera ed in esercizio di tutte le misure per proteggere persone e cose dal rischio residuo.

La protezione si distingue in "collettiva" e "individuale", "attiva" o "passiva". Le misure di protezione collettiva hanno priorità rispetto a quella individuale.
La protezione attiva è quella che gli stessi operatori devono attivare (predisporre caschi, scarpe, estintori), mentre quella passiva interviene anche senza il comando umano (un esempio è l'impianto sprinkler antincendio).
- Gestione: insieme di attività che si realizzano in fase sia normale che critica.

La gestione in normale esercizio è quell'insieme di attività come la formazione, l'informazione, le manutenzioni, le verifiche, le esercitazioni, gli adeguamenti normativi e le procedure.
La gestione in emergenza è la messa in atto delle protezioni manuali, quindi le evacuazioni, le chiamate di emergenza, il contenimento, lo spegnimento, il confinamento e l'allontanamento.

## Criteri generali
- Conoscenza: percezione del rischio, sia personale che ambientale. La conoscenza indica l'analisi del contesto operativo. Dall'inconsapevolezza, dal non conoscere e dal non avere la giusta percezione del rischio, nasce l'errore, inteso come situazione di rischio. La conoscenza preventiva è il primo criterio assoluto di sicurezza.
- Rischio: l'analisi del rischio dà la possibilità di creare un piano di prevenzione in modo da ridurre, contenere o evitare i danni.

## Coscienza e percezione del rischio
La conoscenza e la coscienza del rischio sono il primo passo verso la sicurezza.
Spesso si sa che c'è un rischio perché ci è stato detto, ma ci manca la percezione e la coscienza del "rischio reale"; per fare un esempio, si può dire di non mettere la mano sul fuoco ai bambini, ma se almeno una volta non ne fanno esperienza non hanno la giusta percezione e coscienza.
Ci sono al contrario delle esperienze irreversibili come gli incidenti stradali; non si può provare (fare esperienza) a correre guidando in stato di ebbrezza per essere coscienti del rischio reale, perché il danno fisico, sociale, morale, economico che ne deriva può essere irrecuperabile.
La "percezione del rischio" coinvolge dei meccanismi di tipo psicologico: in genere la mente umana tende a valutare come "più rischiose" le situazioni che hanno una maggiore gravità (ovvero le situazioni che possono provocare la morte), mentre tende a valutare come "meno rischiose" le situazioni a cui è associata una gravità minore (ad esempio le situazioni che possono provocare un danno fisico non irreversibile).
Un altro meccanismo psicologico che altera la percezione del rischio è quello per cui generalmente si valutano come meno rischiose le condizioni di cui si ha il controllo: ad esempio in genere una persona tende ad essere meno preoccupata se è la persona stessa a guidare rispetto alla situazione in cui l'autista è una seconda persona.
La scienza della sicurezza quindi non tiene conto della percezione del rischio, bensì del rischio reale.

## Il ciclo della sicurezza
Il ciclo della sicurezza è un "ciclo virtuoso" composto da tre momenti:
- L'analisi: comprende lo studio legislativo, normativo, ambientale, personale, professionale, delle attività e dei processi.
- Le misure: prevedono due grandi famiglie: quelle relative alla prevenzione e quelle relative alla protezione. Le misure possono essere attive, passive, strutturali, impiantistiche, amministrative o disciplinari.
- La gestione: è la parte che deve mantenere in vita la sicurezza con studi, aggiornamenti, formazione, informazione, manutenzione, verifiche, esercitazioni, piani di sicurezza e adeguamenti.

Il miglioramento della sicurezza deve fondarsi su basi tecniche, normative, con confronti con altre realtà e non soltanto dopo l'analisi e lo studio di un evento.